# Sitten
Sitten (französisch Sion [sjɔ̃], Walliser Patois Chyounⓘ, walliserdeutsch Sittu, lateinisch Sedunum) ist eine Munizipalgemeinde, eine Burgergemeinde mit einem Burgerrat und der Hauptort des Kantons Wallis, Schweiz. Sitten ist Hauptort des Bezirks Sitten und liegt an der Mündung der Sionne in die Rhone.

## Geografie

### Lage
Die Stadt Sitten liegt auf etwa 510 m ü. M. im Mittelwallis beidseits der Rhone. Der alte Siedlungskern befindet sich nördlich des Rhoneufers. Er wird vom Bachlauf der Sionne durchflossen, der heute streckenweise unterirdisch gefasst ist.
Im Stadtgebiet münden ausserdem von Norden die Lienne und die Morge sowie von Süden die Borgne und die Printze in die Rhone.

### Topografie
Das Gelände der Altstadt fällt vom Norden nach Süden und Südwesten in Richtung des Flusslaufes spürbar ab. Dabei ergibt sich eine Höhendifferenz von über 30 Metern. Durch den Schüttungskegel der Sionne wurde die Rhone in einem Bogen leicht in Richtung Südost und von der Altstadt abgedrängt.
Im Osten des historischen Stadtkerns schliesst sich der 611 m ü. M. hohe Fels Valère und nordöstlich eine weitere Felserhebung mit der Festungsruine Tourbillon 658 m ü. M. an. Im Westen, mit einem Abstand von etwa 1000 Metern zur Altstadt, grenzt der dominante Mont d’Orge (786 m ü. M.) an das heutige bebaute Areal der Stadt. Die jüngeren Stadtteile um den Bahnhof und auf dem südlichen Rhoneufer sind flache Ebenen aus quartären Ablagerungen. Auf weiteren Sedimentterrassen liegen im westlichen Stadtgebiet der regionale Flughafen Sitten und ausgedehnte Gewerbegebiete.
Ausserhalb der alten Stadtsiedlung umfasst das Stadtgebiet die Ortschaften Uvrier im Osten bis zur Mündung der Lienne in die Rhone sowie südlich des Flusses die in jüngerer Zeit nach Sitten eingemeindeten Bramois, Salins und Les Agettes. Im Westen ist bei der Brücke über die Morge das Gewerbegebiet Pont de la Morge entstanden.
Auf dem Gipfel des Oldenhorns befindet sich ein Dreikantonseck zu den Kantonen Bern und Waadt ().
Die Flächennutzung von Sitten gliedert sich in einen urbanen, historischen Bebauungsbereich der Stadt, an dessen Randbereich sich vorzugsweise der Übergang in eine lockere Bebauung zu Gewerbezwecken vollzieht, ferner in steile Hanglagen mit intensivem Wein- und Obstbau und in die flussnahe Ebene mit weiteren landwirtschaftlichen oder gartenbaulichen Anlagen sowie umfangreichen Verkehrseinrichtungen.

### Klima
Sitten hat wie das gesamte mittlere Wallis ein sehr mildes Klima, da es von den hohen Bergketten der Walliser und Berner Alpen umringt ist. Heisse, trockene Sommer und kalte, trockene Winter sind die Folge. Es herrscht ein Steppenklima, weshalb nebst Reben auch verschiedene Kakteenarten gedeihen.
Die Jahresmitteltemperatur für die Normalperiode 1991–2020 betrug 10,7 °C, wobei im Januar mit 0,5 °C die kältesten und im Juli mit 20,6 °C die wärmsten Monatsmitteltemperaturen gemessen wurden. Im Mittel sind hier rund 88 Frosttage und 6 Eistage zu erwarten. Sommertage gibt es im Jahresmittel rund 75, während normalerweise 21 Hitzetage zu verzeichnen sind. Mit 20,9 Hitzetagen pro Jahr für die Normalperiode 1991–2020 zählte Sitten schweizweit die höchste Anzahl Tage, an welchen die Temperatur auf 30 °C oder mehr stieg.
Zudem ist Sitten, zusammen mit Zermatt, mit 61 % relativer Sonnenscheindauer der sonnigste Ort der Schweiz.
Die Messstation des Bundesamtes für Meteorologie und Klimatologie (MeteoSchweiz) liegt auf 482 m ü. M.
|                        | Jan  | Feb  | Mär  | Apr  | Mai  | Jun  | Jul  | Aug  | Sep  | Okt  | Nov  | Dez  |   |      |
| Mittl. Temperatur (°C) | 0,5  | 2,3  | 7,2  | 11,3 | 15,3 | 19,0 | 20,6 | 19,9 | 15,7 | 10,7 | 5,0  | 0,9  | ⌀ | 10,7 |
| Mittl. Tagesmax. (°C)  | 5,0  | 7,6  | 13,5 | 17,6 | 21,5 | 25,4 | 27,4 | 26,6 | 22,1 | 16,9 | 10,1 | 5,1  | ⌀ | 16,6 |
| Mittl. Tagesmin. (°C)  | −3,0 | −1,9 | 1,9  | 5,3  | 9,4  | 13,0 | 14,5 | 14,1 | 10,4 | 6,1  | 1,1  | −2,4 | ⌀ | 5,7  |
|                        |      |      |      |      |      |      |      |      |      |      |      |      |   |      |
| Niederschlag (mm)      | 52   | 40   | 37   | 34   | 52   | 48   | 62   | 60   | 38   | 43   | 50   | 68   | Σ | 584  |
|                        |      |      |      |      |      |      |      |      |      |      |      |      |   |      |
| Sonnenstunden (h/d)    | 3,0  | 4,6  | 6,1  | 7,0  | 7,4  | 8,5  | 8,7  | 8,1  | 6,9  | 5,2  | 3,2  | 2,2  | ⌀ | 5,9  |
|                        |      |      |      |      |      |      |      |      |      |      |      |      |   |      |
| Regentage (d)          | 7,0  | 5,6  | 5,9  | 5,2  | 7,5  | 7,4  | 8,0  | 8,2  | 5,8  | 6,5  | 6,9  | 7,5  | Σ | 81,5 |
|                        |      |      |      |      |      |      |      |      |      |      |      |      |   |      |
| Luftfeuchtigkeit (%)   | 78   | 71   | 62   | 59   | 62   | 62   | 63   | 67   | 71   | 76   | 78   | 80   | ⌀ | 69,1 |

| −3,0 |

| −1,9 |

| 1,9 |

| 5,3 |

| 9,4 |

| 13,0 |

| 14,5 |

| 14,1 |

| 10,4 |

| 6,1 |

| 1,1 |

| −2,4 |

| −3,0 |

| −1,9 |

| 1,9 |

| 5,3 |

| 9,4 |

| 13,0 |

| 14,5 |

| 14,1 |

| 10,4 |

| 6,1 |

| 1,1 |

| −2,4 |

## Geschichte

Luftbild (1955)

Ausgrabungen haben ergeben, dass die Gegend des heutigen Sitten bereits in der Steinzeit besiedelt war. Die Dolmen von Petit-Chasseur (2900–2200 v. Chr.) gehören zu den herausragenden Relikten des Megalithbaus im Alpenraum. 2008 wurde eine der grössten keltischen Nekropolen der Schweizer Alpen mit über 200 Gräbern freigelegt. Die Gräber stammen aus der ersten Eisenzeit zwischen 800 und 500 v. Chr.
Als im Jahr 15 v. Chr. die Römer das bis dahin keltische Wallis erobert hatten, entstand auf dem Gelände der heutigen Stadt eine römische Siedlung, deren keltischer bzw. römischer Ortsname nicht überliefert ist. Die lateinische Bezeichnung Sedunum für Sitten stammt sicher vom einst im Wallis ansässigen Stamm der Seduner. Vermutlich entstand die römische Siedlung an der Stelle des Oppidums der Seduner.
Im Jahre 580 wurde der Bischofssitz von Martigny hierher verlegt, und ab 999 amtierte der Bischof des Bistums Sitten gleichzeitig als Landesherr.
Nahe der Stadt, auf dem Felde «la Planta», siegten am 13. November 1475 Oberwalliser und Berner über die Savoyer.
Im Mai 1933 gründete der Faschist Adolphe Sauthier den Front valaisan, seine Organisation wurde ein Jahr später eine Walliser Sektion der Schweizerischen Faschistischen Bewegung. Auch seine Zeitung Le Courrier de Sion verbreitete faschistische Propaganda.
1968 wurde die Gemeinde Bramois (deutsch Brämis) mit Sitten zusammengelegt, 2013 folgte die Gemeinde Salins und 2017 Les Agettes.

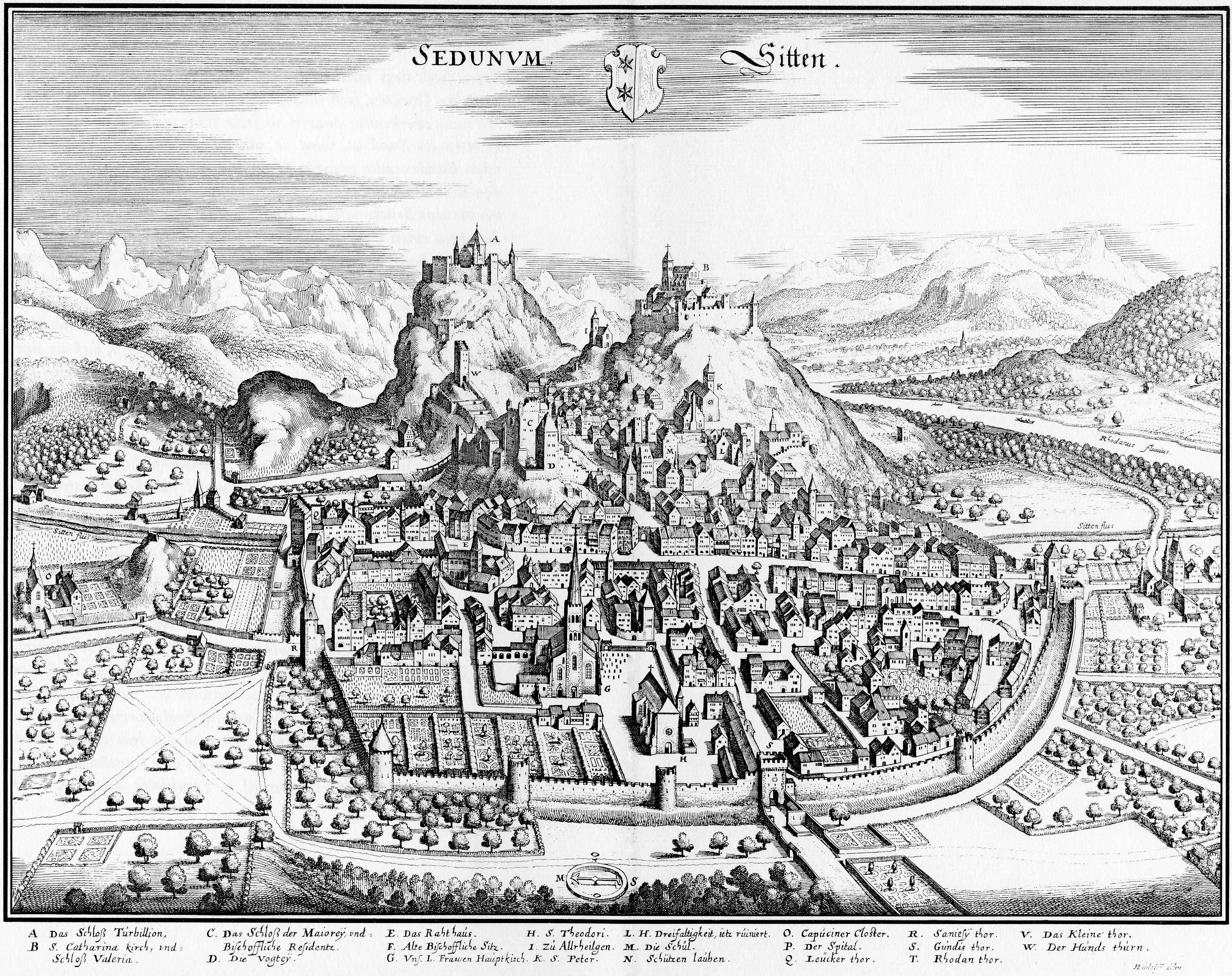
Sitten um 1642
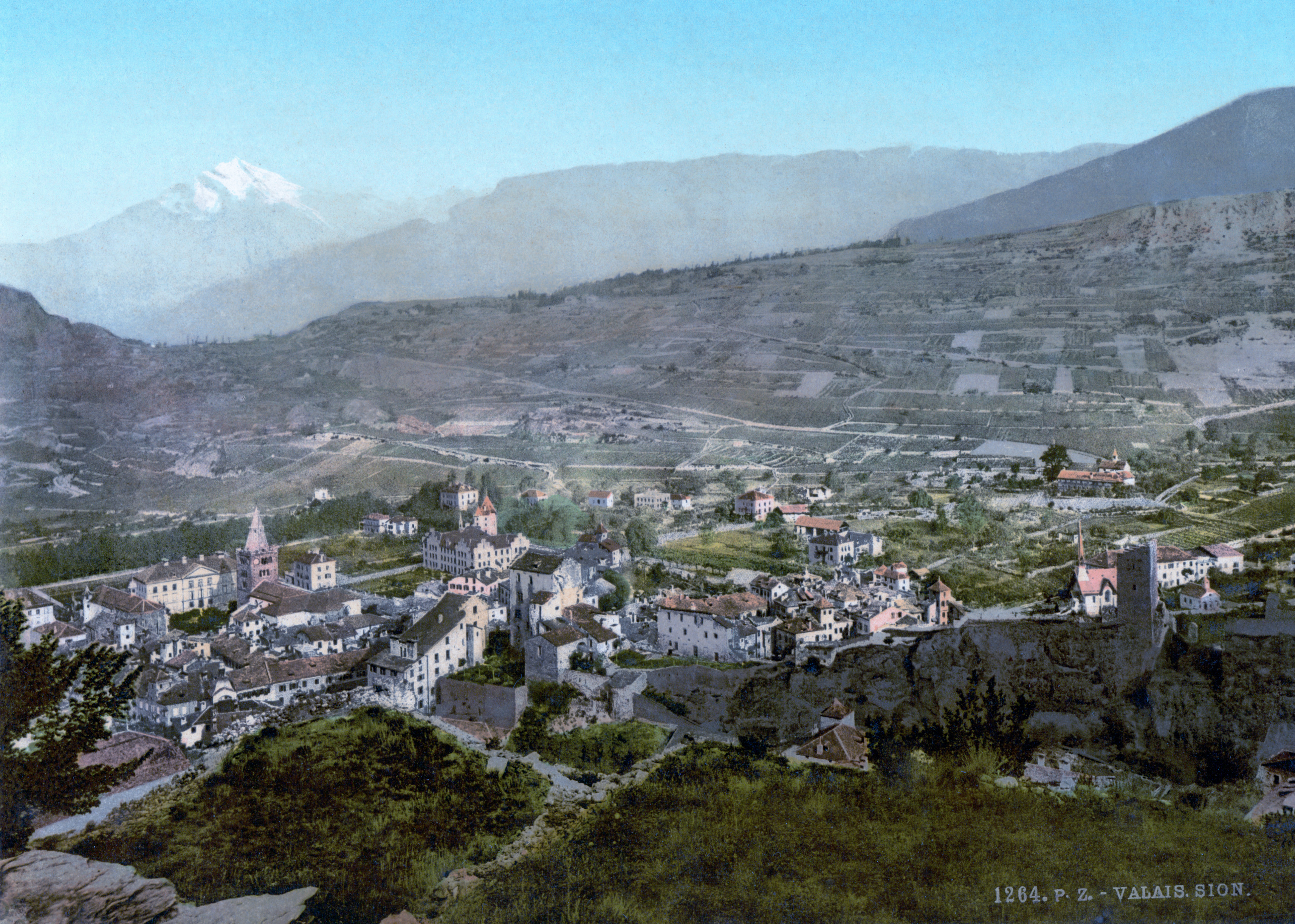
Sitten um 1900
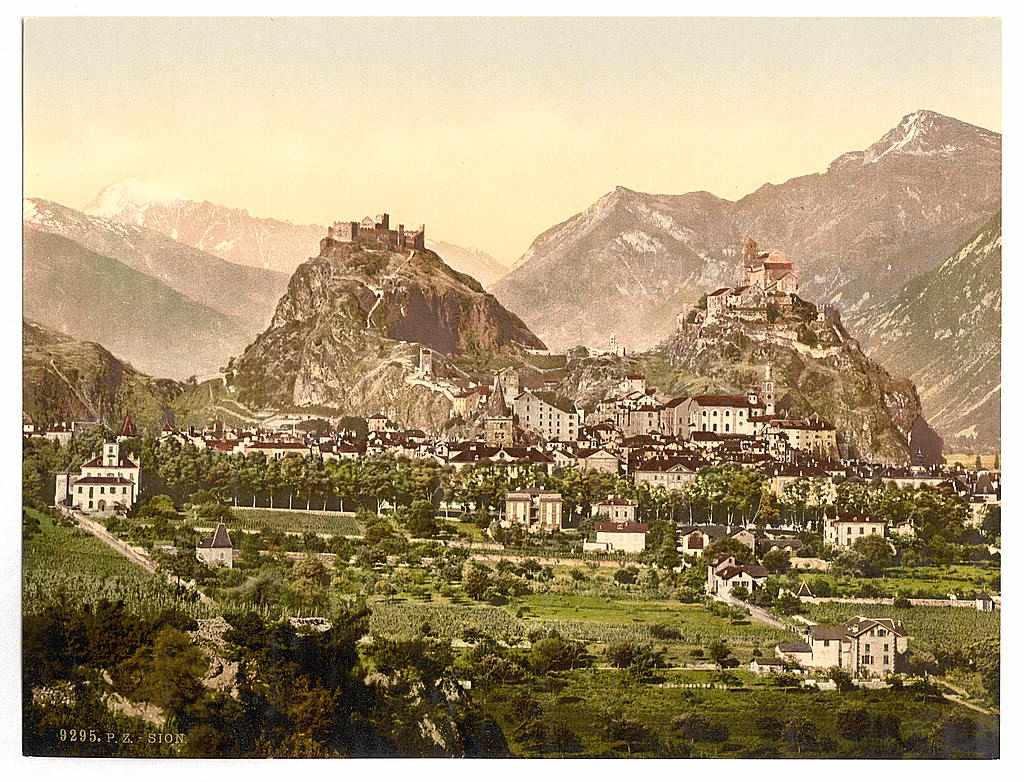
Links der Tourbillon, rechts der Valère; um 1900
Panorama mit Burgen
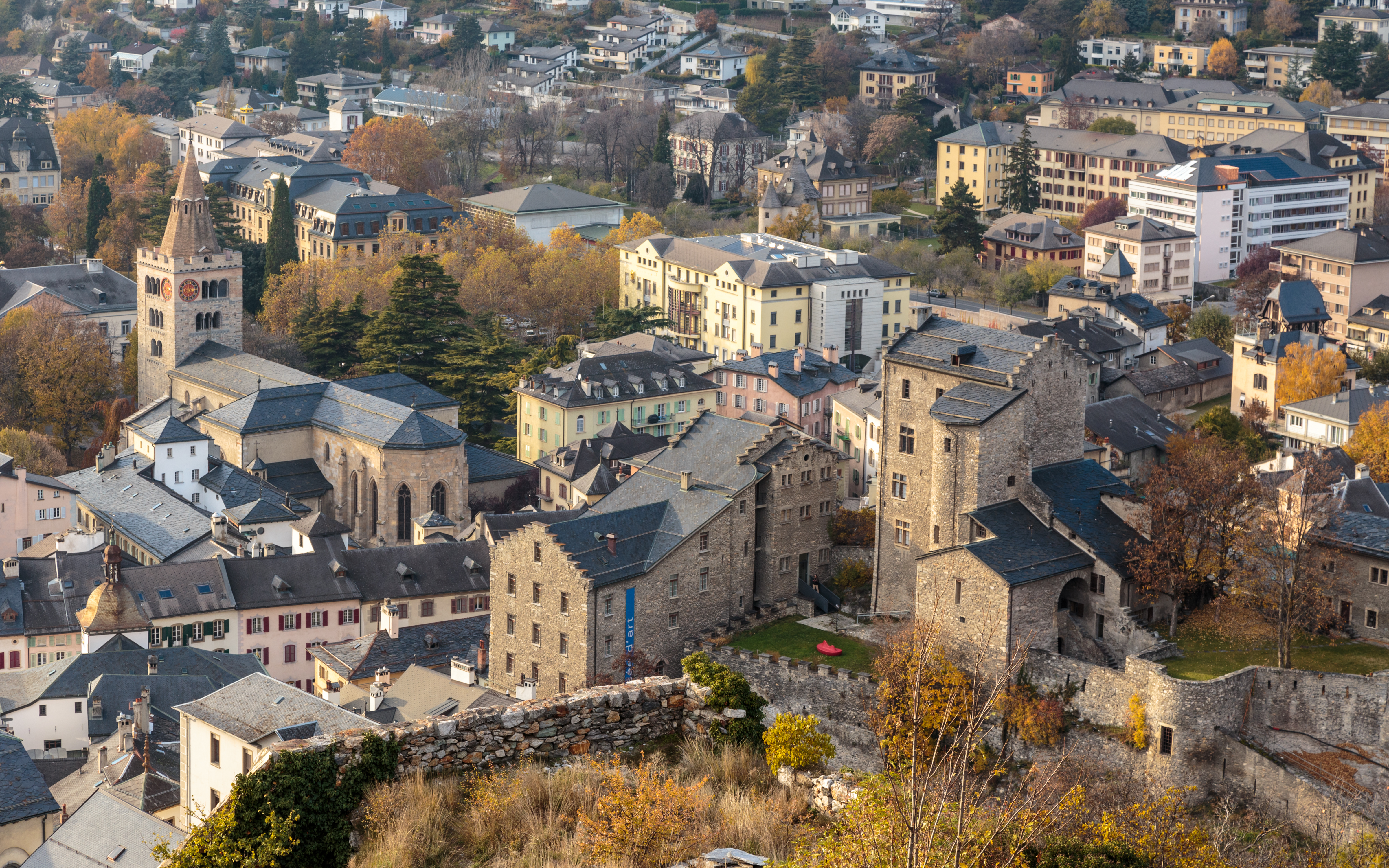
Blick auf Château de la Majorie & Cathédrale

## Bevölkerung
| Bevölkerungsentwicklung | Bevölkerungsentwicklung | Bevölkerungsentwicklung | Bevölkerungsentwicklung | Bevölkerungsentwicklung | Bevölkerungsentwicklung | Bevölkerungsentwicklung | Bevölkerungsentwicklung | Bevölkerungsentwicklung | Bevölkerungsentwicklung | Bevölkerungsentwicklung | Bevölkerungsentwicklung | Bevölkerungsentwicklung | Bevölkerungsentwicklung | Bevölkerungsentwicklung | Bevölkerungsentwicklung | Bevölkerungsentwicklung | Bevölkerungsentwicklung | Bevölkerungsentwicklung | Bevölkerungsentwicklung | Bevölkerungsentwicklung | Bevölkerungsentwicklung | Bevölkerungsentwicklung | Bevölkerungsentwicklung | Bevölkerungsentwicklung | Bevölkerungsentwicklung |        |
| ----------------------- | ----------------------- | ----------------------- | ----------------------- | ----------------------- | ----------------------- | ----------------------- | ----------------------- | ----------------------- | ----------------------- | ----------------------- | ----------------------- | ----------------------- | ----------------------- | ----------------------- | ----------------------- | ----------------------- | ----------------------- | ----------------------- | ----------------------- | ----------------------- | ----------------------- | ----------------------- | ----------------------- | ----------------------- | ----------------------- | ------ |
| Jahr                    | 1610                    | 1670                    | 1786                    | 1798                    | 1811                    | 1837                    | 1846                    | 1850                    | 1860                    | 1870                    | 1888                    | 1900                    | 1910                    | 1920                    | 1930                    | 1950                    | 1980                    | 1990                    | 2000                    | 2010                    | 2012                    | 2014                    | 2016                    | 2018                    | 2020                    | 2022   |
| Einwohner               | 1835                    | 1905                    | 1880                    | 2201                    | 2790                    | 2668                    | 2815                    | 3307                    | 3030                    | 5456                    | 6099                    | 6751                    | 7254                    | 6964                    | 8657                    | 11'770                  | 22'877                  | 25'336                  | 27'171                  | 31'673                  | 32'497                  | 33'628                  | 33'999                  | 34'708                  | 34'978                  | 36'650 |

### Sprachen
Während Sitten in der Mitte des 19. Jahrhunderts noch eine zweisprachige Stadt war (1870 sprachen über 50 % der Einwohner Deutsch), hat Französisch inzwischen die deutsche Sprache weitgehend verdrängt. Etwa 70 % der Sittener sind französischer, nur noch 3,8 % deutscher und 4,6 % italienischer Muttersprache.

### Konfessionen
Die Bevölkerung gehört grossmehrheitlich der römisch-katholischen Pfarrgemeinde Sitten an, die zum Dekanat Sitten des Bistums Sitten gehört. Die evangelisch-reformierte Minderheit gehört zur protestantischen Kirchgemeinde Sitten der Evangelisch-Reformierten Kirche des Wallis.

## Politik

### Stadtparlament
- Grüne: 12
- SP: 8
- CVP: 19
- FDP: 15
- SVP: 6

Der Sittener Generalrat (conseil général) besteht aus 60 Mitgliedern und setzt sich wie folgt zusammen (Stand November 2020):
- Christlichdemokratische Volkspartei: 19 Sitze
- FDP.Die Liberalen: 15 Sitze
- Grüne Partei: 12 Sitze
- Sozialdemokratische Partei: 8 Sitze
- Schweizerische Volkspartei: 6 Sitze

### Stadtregierung
Die Exekutive der Stadt Sitten, der Conseil municipal, besteht aus neun Mitgliedern. Die parteipolitische Zusammensetzung für die Legislaturperiode 2021–2024 ist folgendermassen: FDP 3, Mitte 3, SP 1, Grüne 1, SVP 1.

### Stadtpräsident
Stadtpräsident von Sitten ist seit 2017 Philippe Varone (FDP).

### Nationalratswahlen
Wähleranteile bei den Schweizer Parlamentswahlen 2023 in der Gemeinde Sitten:
Mitte 25,6 % (+0,8), SVP 20,9 % (+6,9), SP 20,6 % (−0,8), Grüne 15,3 % (−3,2), FDP 13,6 % (−2,3), glp 3,2 % (+2,4), PdA 0,8 % (+0,8).

## Kultur und Sehenswürdigkeiten
In Sitten gibt es mehrere Museen, darunter ein Musée d’art du Valais, ein Naturhistorisches Museum, ein Archäologisches Museum und das Musée de Valère, das Kultgegenstände, Mobiliar, Waffen und Uniformen ausstellt.

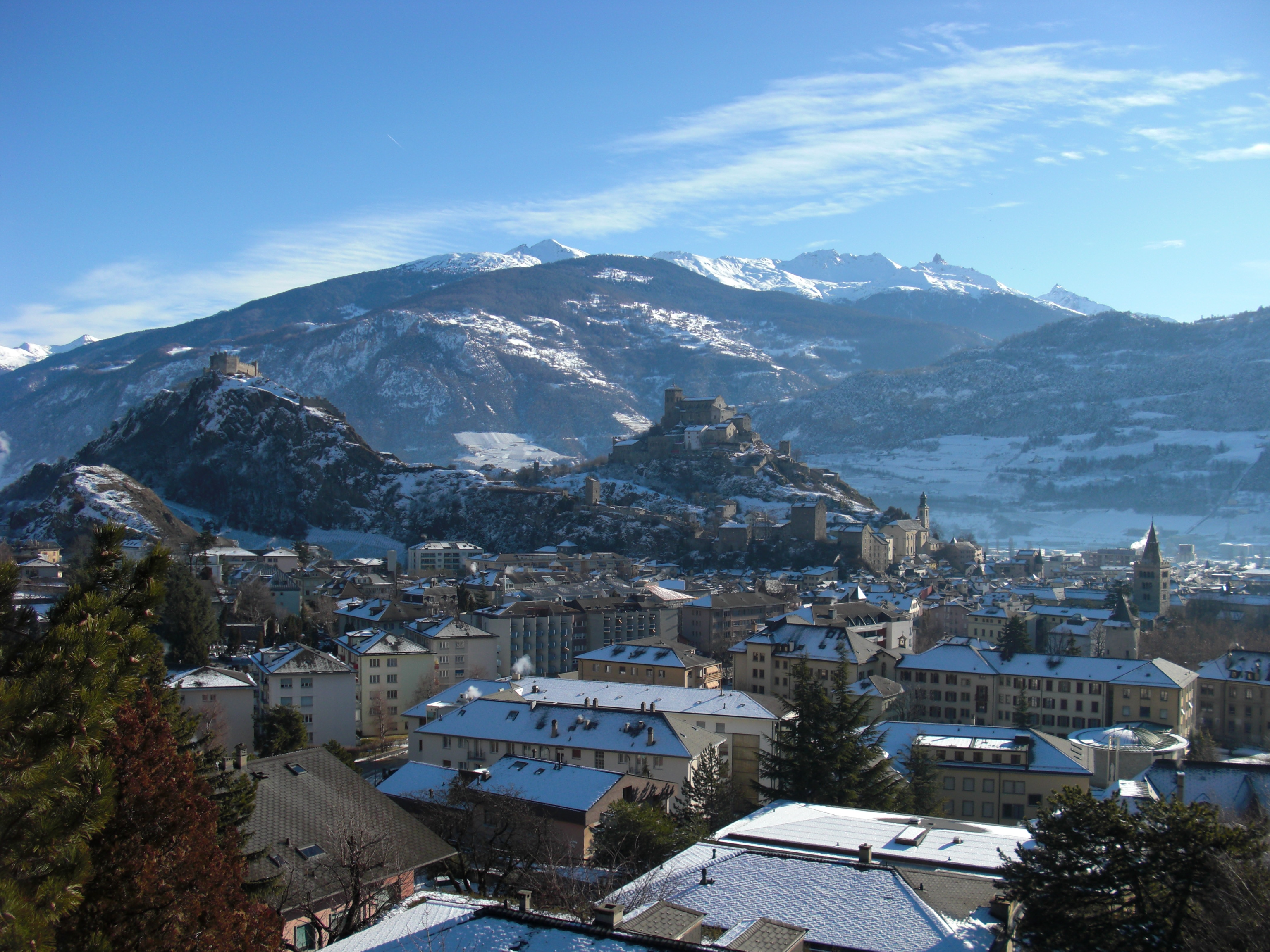
Ansicht der Stadt von Nordwesten aus gesehen
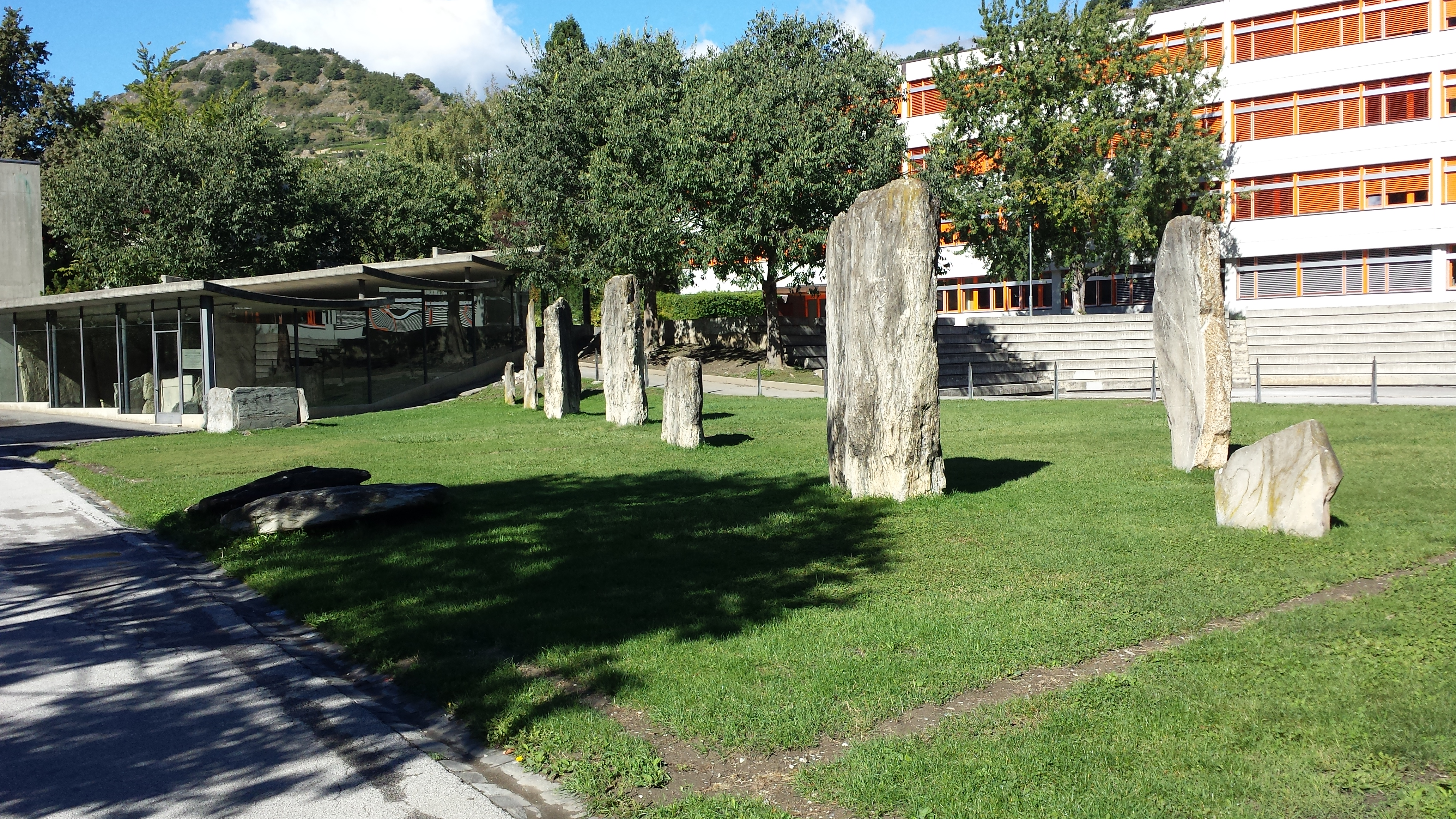
Menhire in der archäologischen Zone
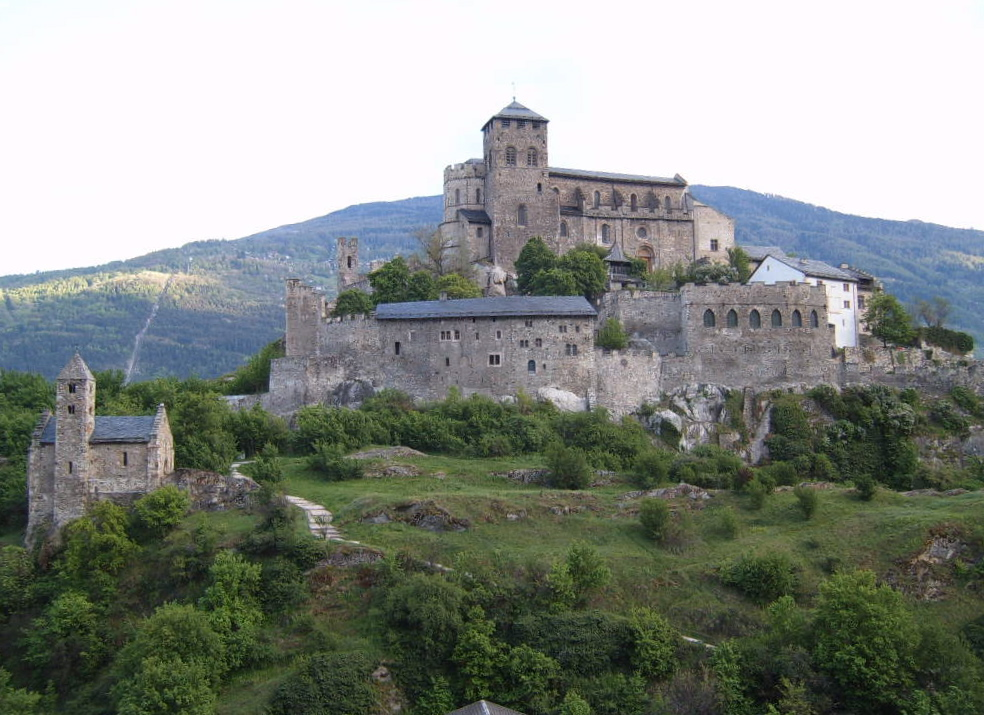
Notre-Dame de Valère
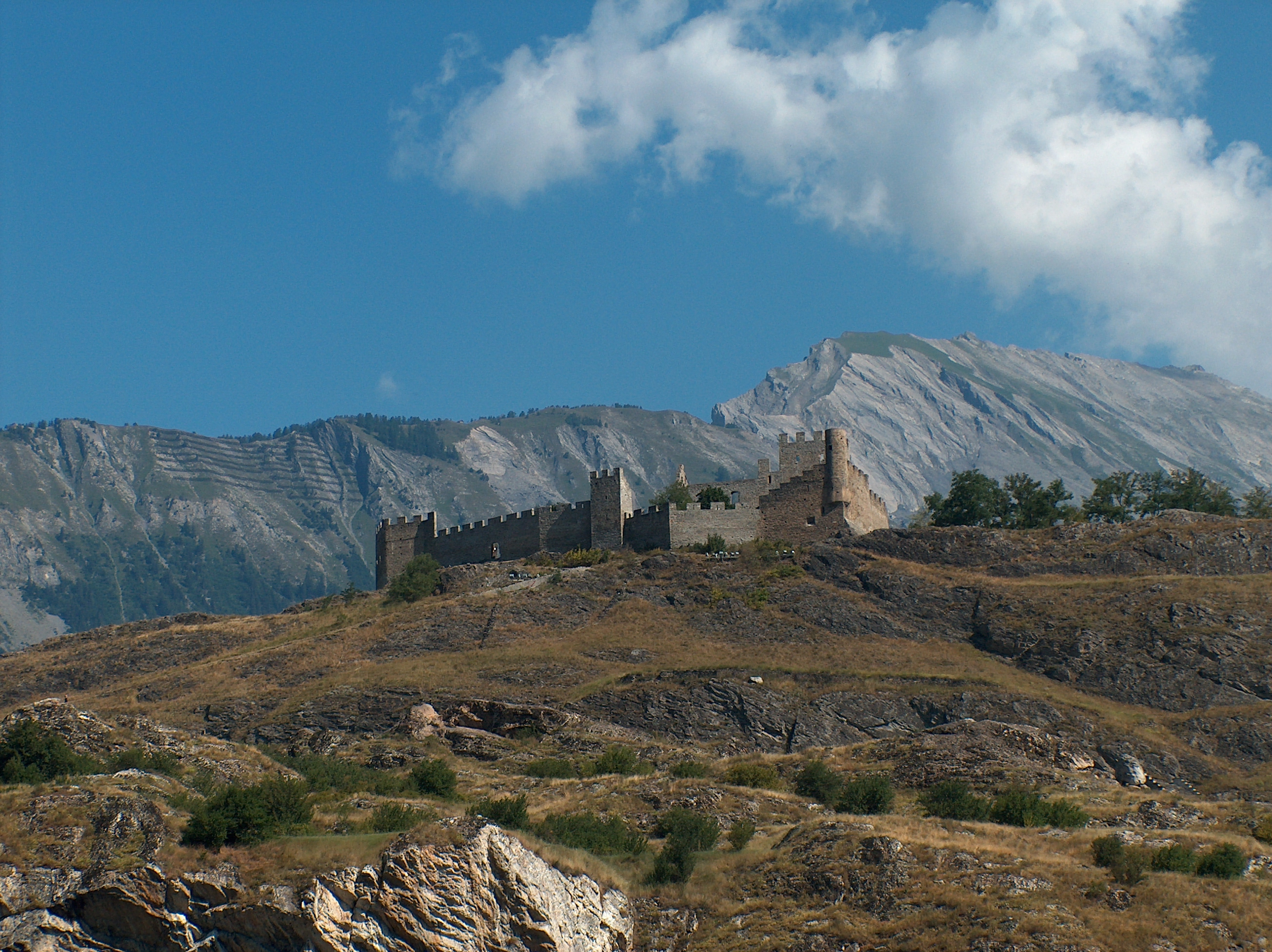
Burgruine Tourbillon
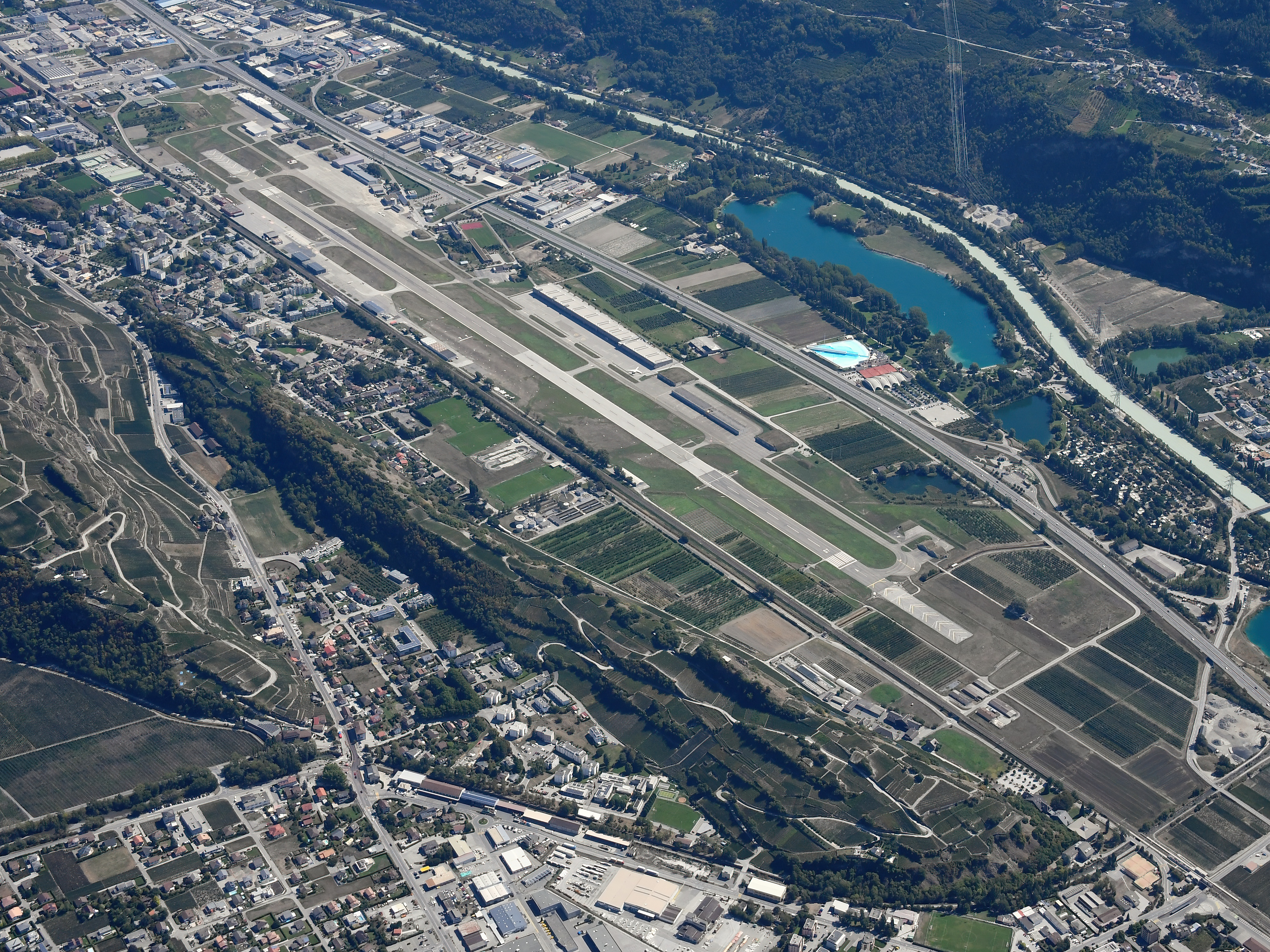
Flughafen Sitten
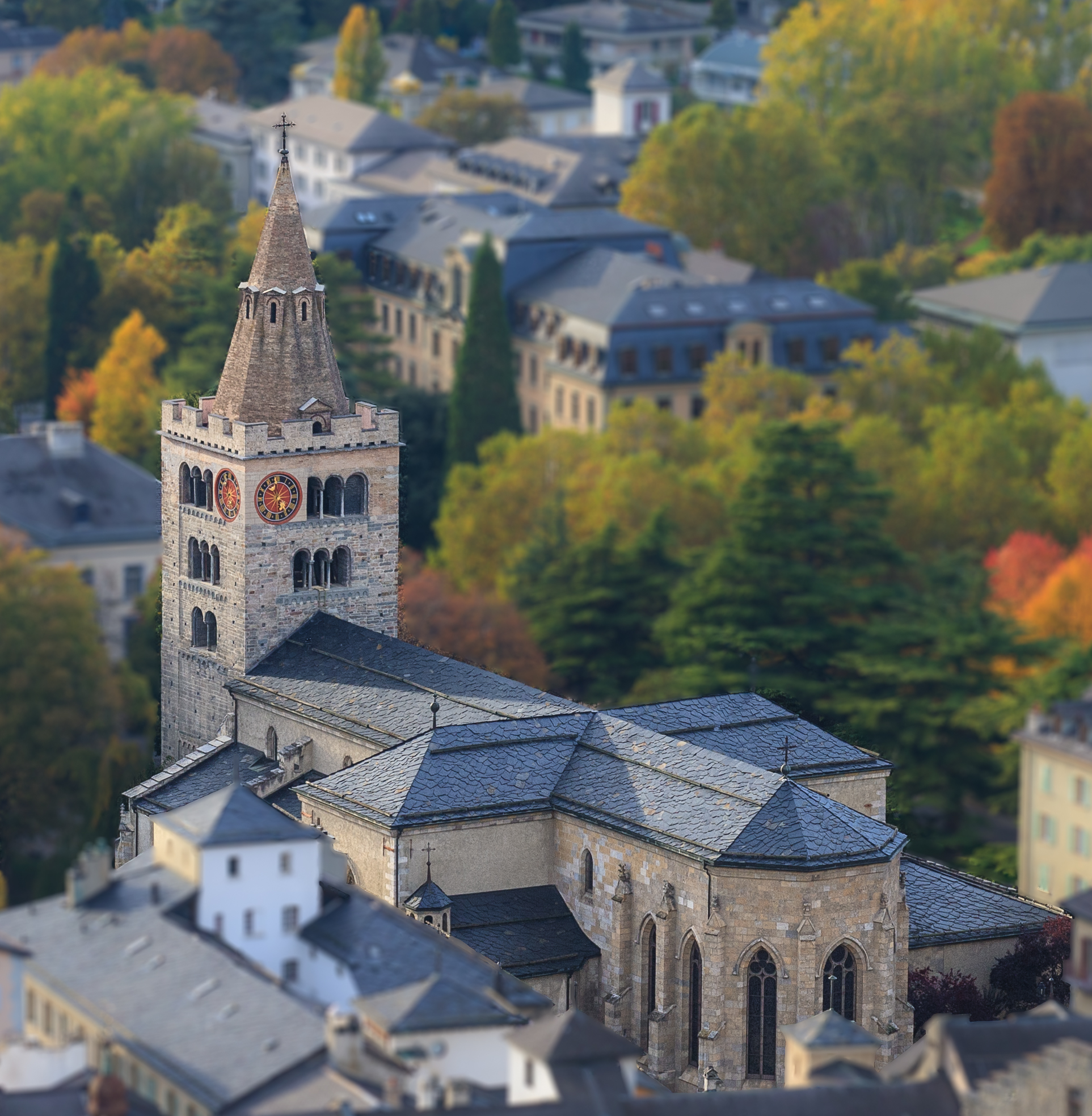
Notre-Dame-du-Glarier
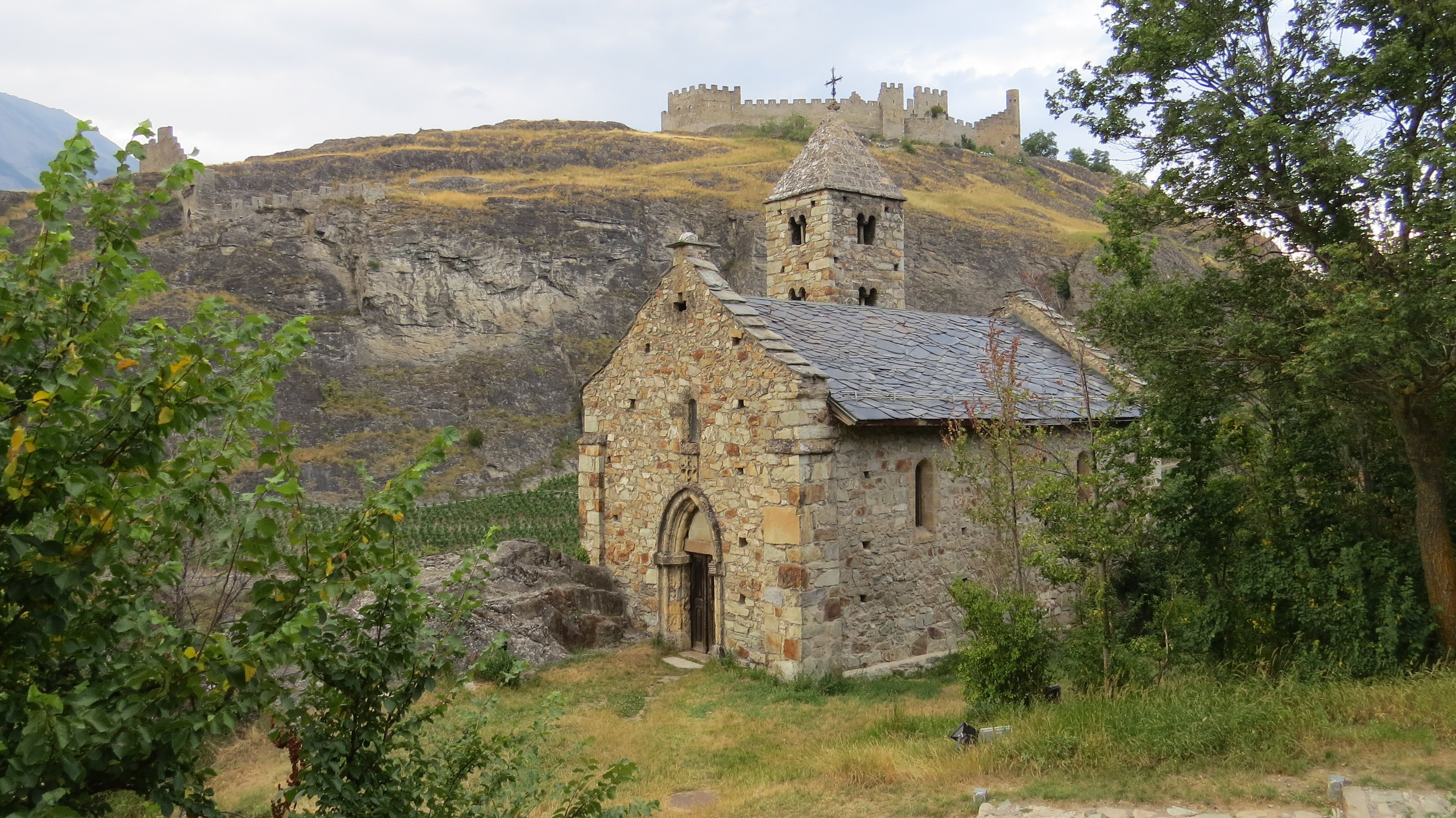
Kapelle Tous-les-Saints und Tourbillon
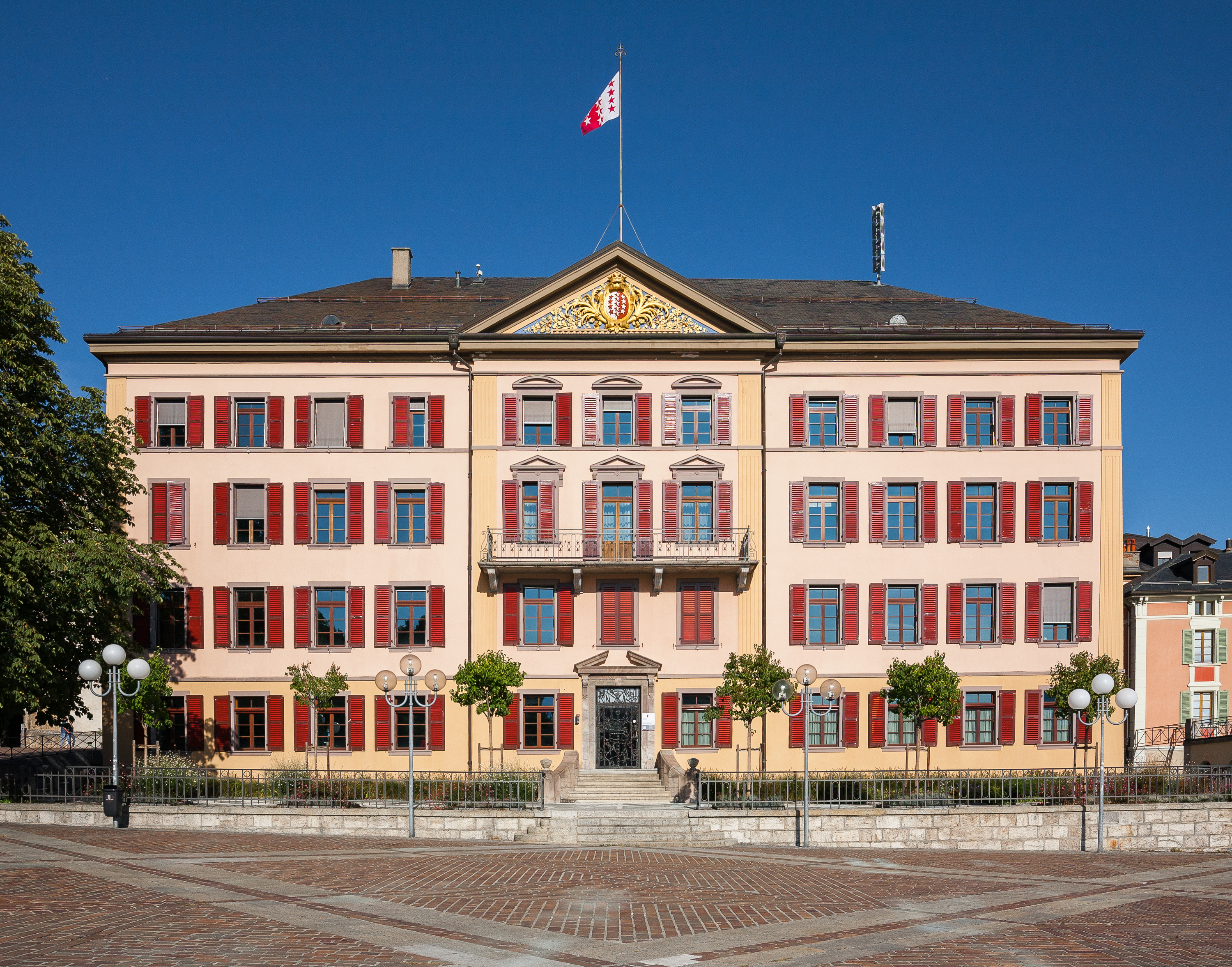
Palais du Gouvernement (Regierungsgebäude)

Das Sion Festival ist eines der bedeutendsten klassischen Musikfestivals der Schweiz und findet jährlich in der Stadt Sitten im Kanton Wallis statt. Es wurde 1964 vom ungarischen Geiger Tibor Varga gegründet und hieß ursprünglich "Festival international de musique Tibor Varga". 
Charakteristisch für Sitten ist das Stadtbild mit den beiden markanten Hügeln Valère (621 m ü. M.) mit der Wallfahrtskirche Notre-Dame de Valère (12./13. Jahrhundert) und Tourbillon (655 m ü. M.) mit der Ruine des ehemaligen bischöflichen Schlosses Tourbillon aus dem 13. Jahrhundert. Die Basilika von Valeria (französisch Basilique de Valère) ist die Kirchenburg auf dem südlichen der zwei Burghügel an der östlichen Altstadtgrenze. Sie beherbergt die älteste spielbare Orgel der Welt, die um 1430 gebaut wurde. In den Häusern auf Valeria befindet sich das kantonale historische Museum. Auf dem westlichen Ausläufer des Tourbillon-Hügels stehen die Reste der ehemaligen Bischofsburgen Majoria und Vidomnat, in welchen seit 1947 das Kunstmuseum Wallis untergebracht ist.
Westlich der Stadtsiedlung liegt der dritte Hügel Mont d’Orge auf Stadtgebiet, auf welchem sich die Überreste der mittelalterlichen Burg Burg Montorge befinden.
In der Altstadt westlich der zwei Hügel befindet sich die Kathedrale Notre-Dame-du-Glarier aus dem 15. Jahrhundert mit einem romanischen Turm, der aus dem 12. Jahrhundert stammt. Südwestlich der Kathedrale steht neben dem Gebäude der Kantonsverwaltung die Kirche St. Theodul. Sie wurde 1516 vom Baumeister Ulrich Ruffiner als spätgotischer Bau begonnen, jedoch erst zwei Jahrhunderte später fertiggestellt.
Bedeutende Gebäude an der Rue du Grand-Pont sind das kantonale Grossratsgebäude und das Rathaus der Stadt. Dieses wurde 1657 bis 1665 im Renaissancestil erbaut und birgt in seinem Treppenvorhaus römische Inschriftensteine. Sein Turm trägt eine astronomische Uhr.
Sehenswerte Bauten im Stadtzentrum sind ausserdem:
- Die Kollegiumskirche (Sainte-Trinité)
- Die Chapelle de Tous-les-Saints am Hügel Valeria[20]
- Das Palais du Gouvernement (Regierungsgebäude)
- Die Mediathek Wallis
- Die Maison de la Diète[21]
- Der Hexenturm, ein Rest der alten Stadtbefestigung
- Das Haus Supersaxo[22]
- Das Schloss La Majorie[23]
- Das Kantonsgericht
- Das Kapuzinerkloster Sitten, dessen Erweiterungsbau ein herausragendes Bauwerk der modernen Architektur ist[24]
- Die Kirche Église du Sacré-Cœur mit der chapelle de la Sainte Trinité[25]
- Die Villa Veuillet (auch Villa Soleil)[26]
- Platz Sous-le-Scex, archäologische Installation[27]

Weitere Baudenkmäler ausserhalb des Stadtzentrums:
- Einsiedelei Unsere Liebe Frau von Longeborgne im Ortsteil Bramois
- Steinbrücke über die Borgne und Brückenkapelle
- Das Kraftwerk Chandoline, EOS
- Die Kapelle von Vissigen, im Gebiet Champsec östlich der Rhone[28]
- Die Kapelle St. Anna in Molignon
- Kirche Saint-François in Salins
- Kapelle Notre-Dame de la Visitation im Ortsteil Les Agettes

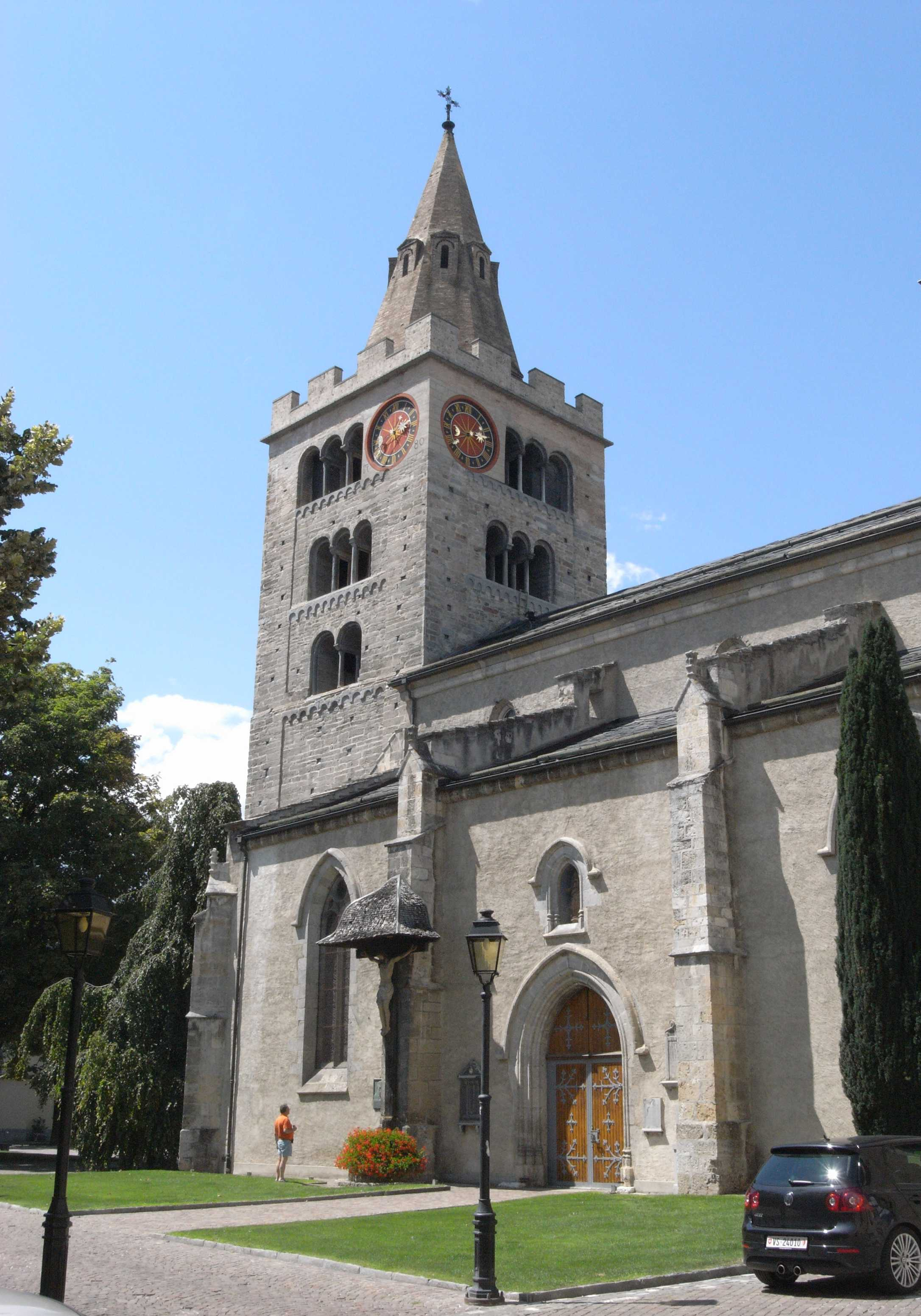
Liebfrauenkathedrale in Sitten
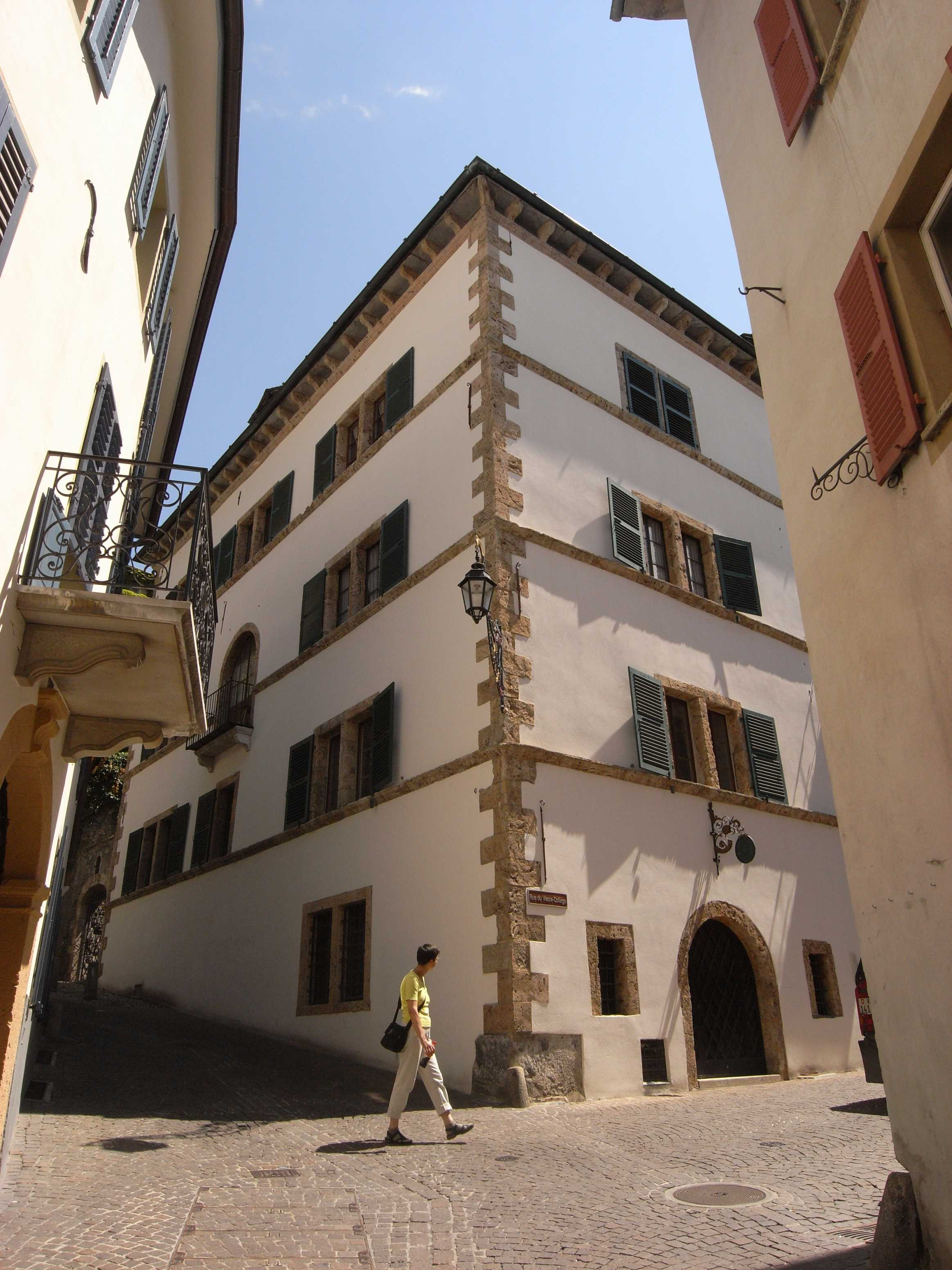
Altes Haus am Aufgang zu den Burgen Valère und Tourbillon
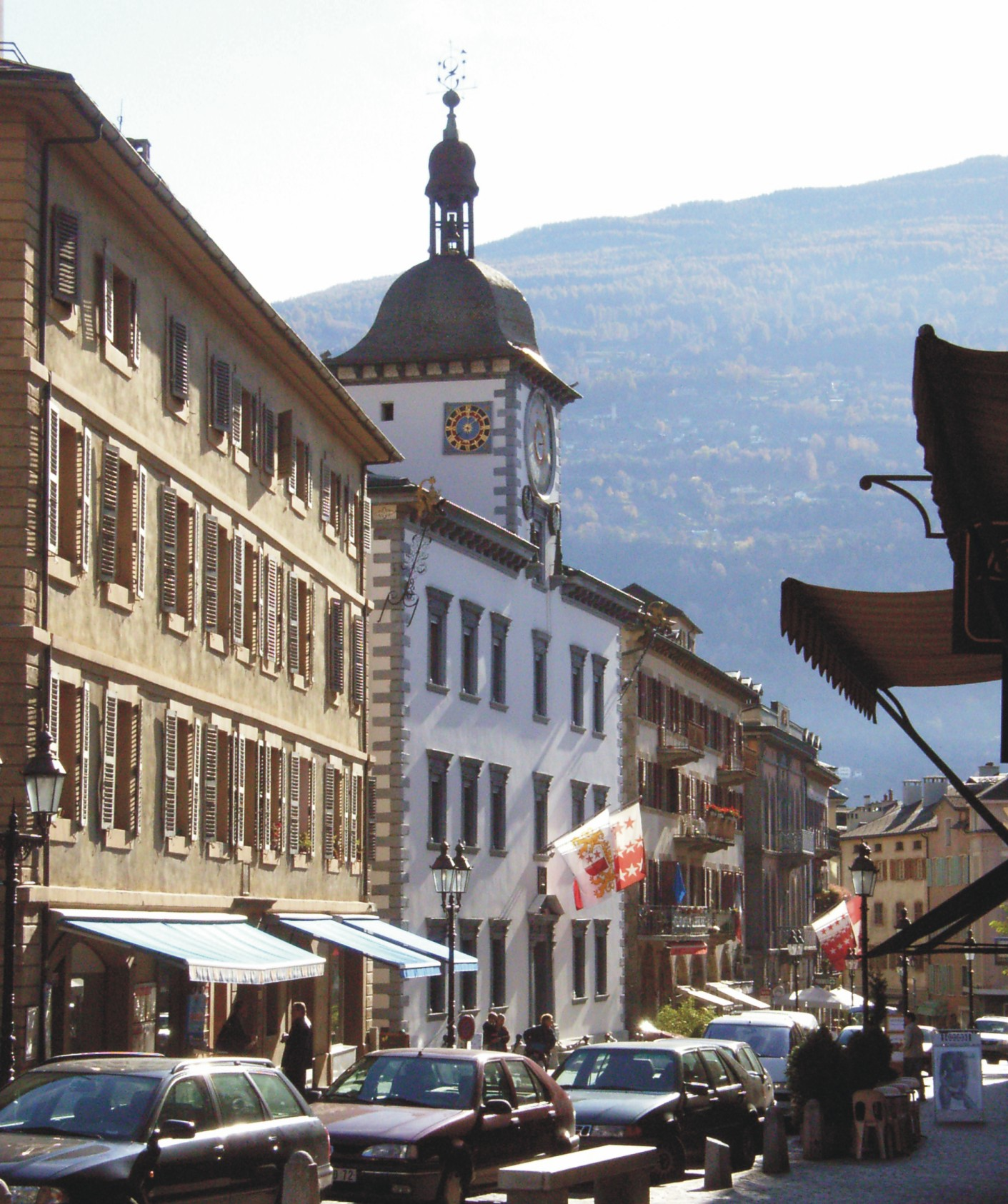
Historische Innenstadt mit Rathaus
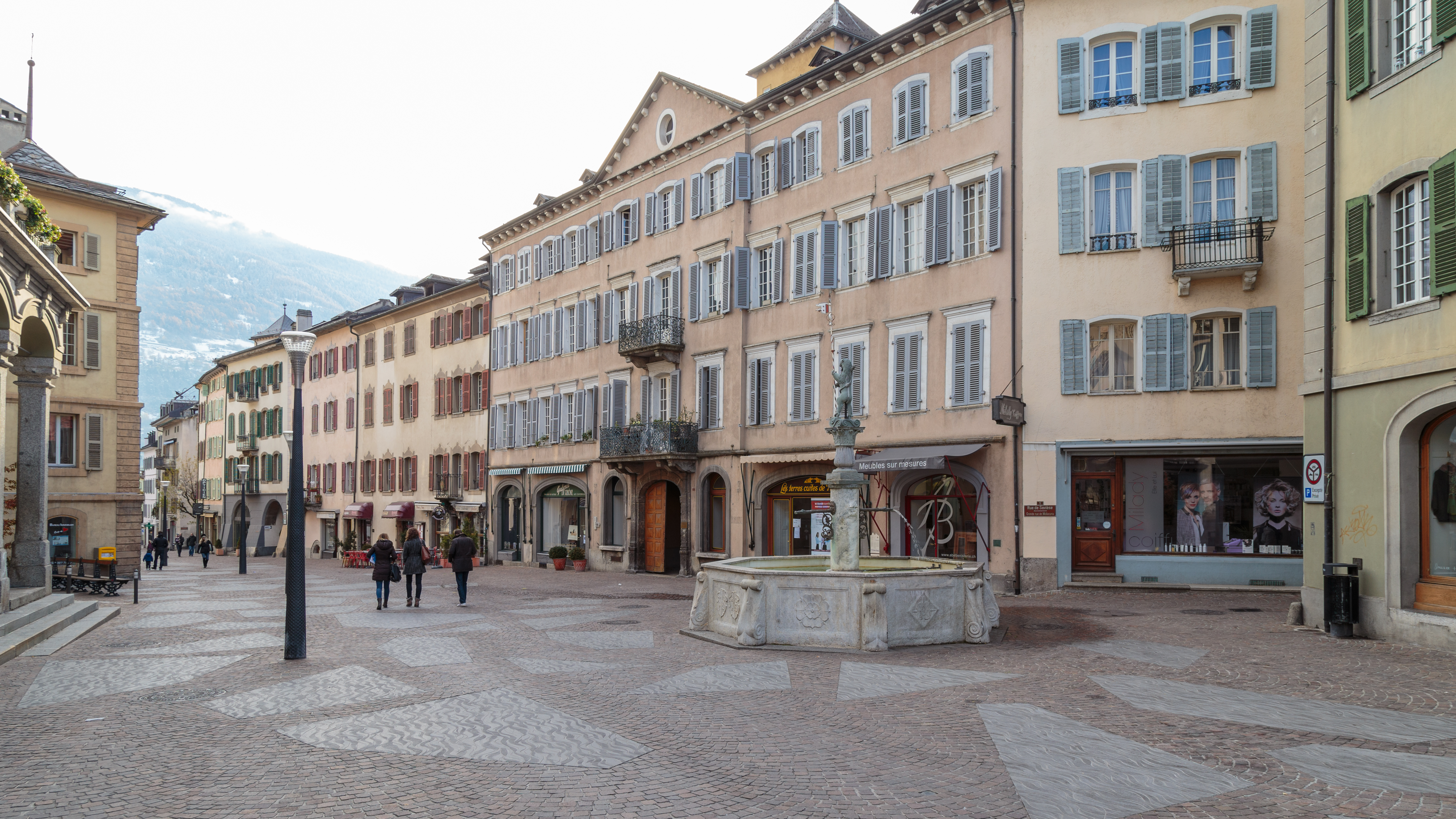
Rue du Grand-Pont
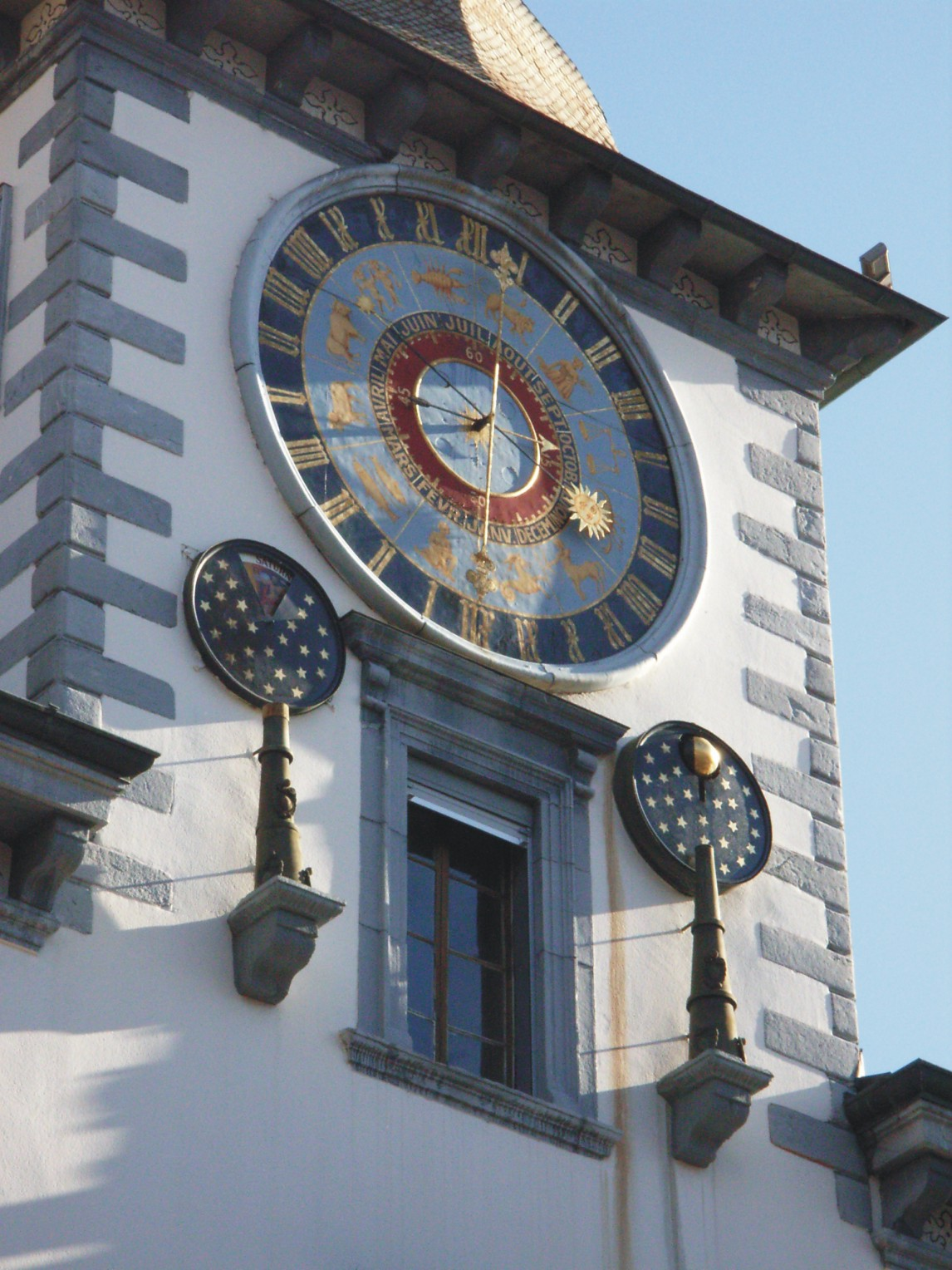
Astronomische Uhr am Rathaus

## Sport
In Sitten wurde 2021 ein Wellenbecken ausschliesslich zum Surfen in Betrieb genommen. Von Sitten aus sind viele Wintersportgebiete des Wallis erreichbar, weshalb sich die Stadt schon mehrmals um die Austragung der Olympischen Winterspiele beworben hat, zuletzt um jene von 2006. Damals wurde Sitten jedoch von der Bewerbung Turins (Torino 2006) geschlagen.
Bei einer Volksabstimmung im Kanton Wallis im Juni 2018 entschied sich eine Mehrheit von 53 Prozent gegen eine finanzielle Unterstützung des Kantons für der Bewerbung um die Olympischen Winterspiele 2026 in Sitten.
Bekanntester Fussballverein ist der zweifache Schweizer Fussballmeister und dreizehnfache Cupsieger FC Sion, der erst in seinem vierzehnten Cupfinal, an dem er teilnahm, bezwungen werden konnte. Ausserdem ist der FC Sion die erste Mannschaft, welche als Zweitligist Cupsieger wurde. Der Eishockeyclub Sion HC spielte in den 1960er und 1970er Jahren regelmässig in der NLB.

## Wirtschaft

### Weinbau
Die Stadt gilt als eine der trockensten der Schweiz, und ihr Klima ist auch überdurchschnittlich mild. Dank seinem Klima besitzt Sitten nach Satigny GE und Chamoson VS die drittgrösste Weinanbaufläche der Schweiz. Bekannteste Weine aus dem Wallis sind der weisse Fendant (aus der Chasselas-, dt. Gutedel-Traube gekeltert) und der rote Pinot Noir sowie der Dôle, ein Verschnitt aus Pinot-Noir- und Gamay-Trauben. Der grösste Weinproduzent der Schweiz, Provins, hat seinen Sitz ebenfalls in Sitten.

### Weitere Gewerbezweige
Neben dem Weinbau spielen auch Obst- und Gemüseanbau, Uhren-, Elektroapparate-, Tabak- und Holzverarbeitungsindustrie eine Rolle.
Der Dienstleistungssektor konzentriert sich vor allem auf den Fremdenverkehr.
Seit 1995 hat das WSL-Institut für Schnee- und Lawinenforschung SLF in Sitten eine Aussenstelle, im Valée de la Sionne befindet sich eine Forschungsstation des SLF.

### Verkehr

#### Eisenbahn
Der Bahnhof Sitten liegt an der wichtigen Simplonlinie, die im Westen von Genf kommt und jenseits des Tunnels in Richtung Mailand fortgeführt wird.

#### Öffentlicher Verkehr
Seit August 1998 deckt die Bus Sédunois mit 4 Linien die Quartiere der Stadt Sitten ab. Die Firma Theytaz – Excursions S.A. bedient mit 2 Linien das Skigebiet Thyon 2000 und die Strecke durchs Val d’Hérémence an den Fuss der Grande-Dixence-Staumauer. Die restlichen 16 Linien werden von der PostAuto AG abgedeckt.

Liniennetzplan Verkehrsbetriebe in Sitten

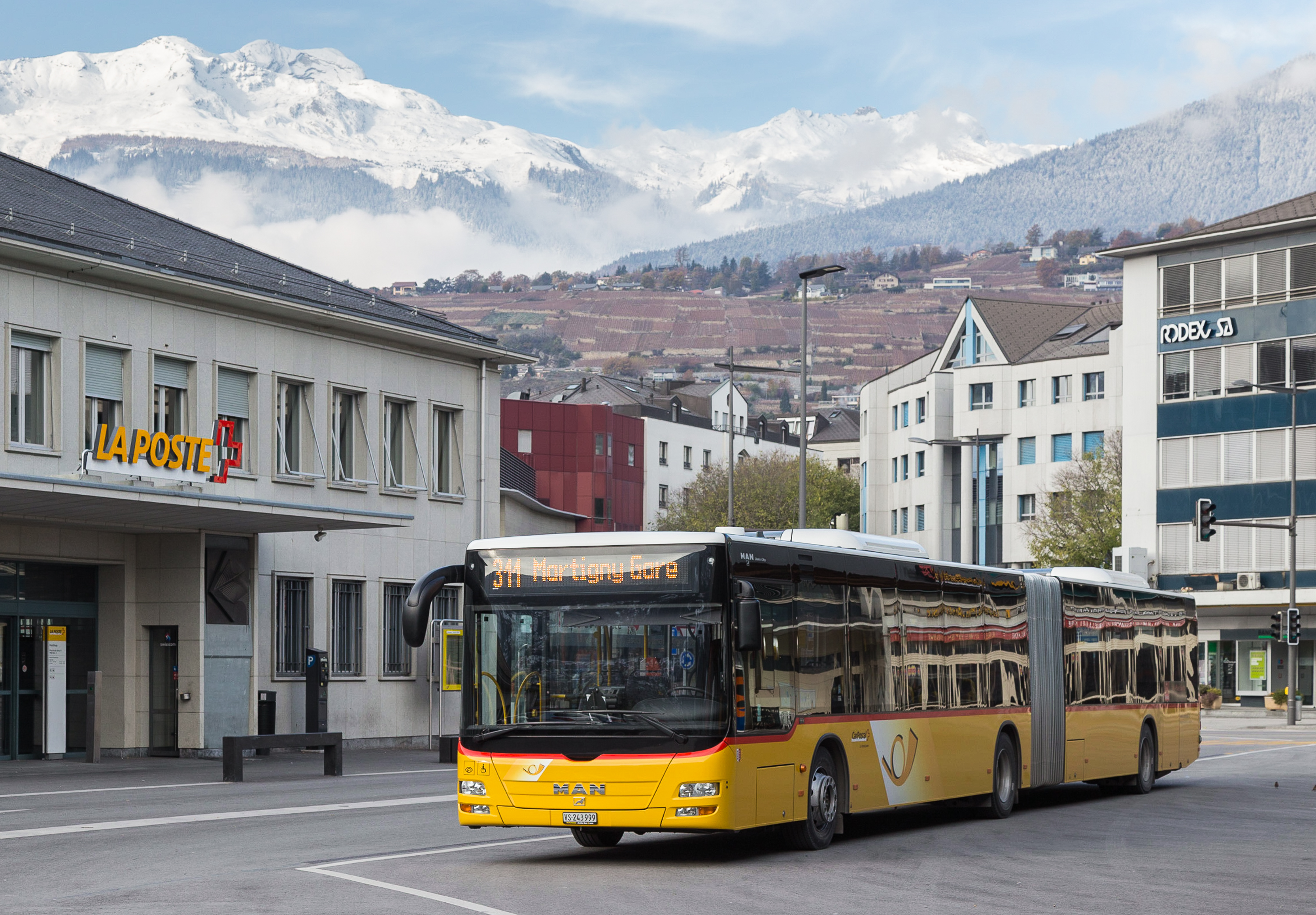
MAN Lion’s City als Postauto in Sitten

| Betreiber            | Linie | Strecke                                     | Haltestellen |
| -------------------- | ----- | ------------------------------------------- | ------------ |
| Bus Sédunois         | BS11  | Sitten, SUVA – Sitten, Garenne              | 25/24        |
| Bus Sédunois         | BS12  | Aproz Village – Sitten, Gare Sud            | 11           |
| Bus Sédunois         | BS13  | Sitten, Gare – Sitten, Gravelone            | 9/5          |
| Bus Sédunois         | BS14  | Bramois – Sitten, Centre Funéraire          | 22           |
| Theytaz – Excursions | 371   | Sitten, Gare – Thyon 2000                   | 29           |
| Theytaz – Excursions | 372   | Sitten, Gare – Dixence, Le Chargeur         | 22           |
| Postauto             | 311   | Sitten, Gare – Martigny, gare               | 54           |
| Postauto             | 331   | Sitten, Gare – Aven, village                | 28           |
| Postauto             | 341   | Sitten, Gare – Savièse                      | 30           |
| Postauto             | 342   | Sitten, Gare – Anzère, télécabine           | 32           |
| Postauto             | 351   | Sitten, Gare – Anzère, centre               | 27           |
| Postauto             | 353   | Sitten, Gare – Crans-sur-Sierre, poste      | 33           |
| Postauto             | 354   | Sitten, Gare – St-Romain, centre            | 17           |
| Postauto             | 361   | Sitten, Gare – Basse-Nendaz, village        | 20           |
| Postauto             | 362   | Sitten, Gare – Siviez                       | 33           |
| Postauto             | 363   | Sitten, Gare – Veysonnaz, station           | 19           |
| Postauto             | 364   | Sitten, Gare – Mayens-de-l'Ours, télécabine | 26           |
| Postauto             | 381   | Sitten, Gare – Les Haudères, centre         | 30           |
| Postauto             | 386   | Sitten, Gare – La Crettaz                   | 30           |
| Postauto             | 388   | Sitten, Gare – Mayens-de-Nax, télésiège     | 23           |
| Postauto             | 411   | Sitten, Gare – Siders, gare routière        | 30           |
| Postauto             | 412   | Sitten, Gare – Siders, gare routière        | 15           |

#### Flughafen
Etwas westlich von der Stadt wurde ein kleiner Flughafen angelegt.

#### Strassenverkehr
Auf der Autobahn A9 ist Sitten über zwei Anschlussstellen erreichbar. Parallel dazu verläuft die Hauptstrasse 9, die das Stadtzentrum tangiert.

#### Sonstiges
Seit Juni 2016 läuft das Projekt «Smartshuttle»: Die PostAuto AG testet auf einer 1,5 km langen Rundstrecke zwei autonom fahrende Shuttle des französischen Herstellers Navya. Eine Mitfahrt ist kostenlos möglich.

## Persönlichkeiten
- Heinrich de Blanchis de Vellate (um 1330 (?) – um 1400), Bischof von Sitten[34]
- Thomas von Schallen (um 1480–1541), Notar, Politiker und Hauptmann
- Balthasar Ambuel (um 1583–1660), Bürgermeister und Oberst in fremden Diensten
- Alfons Ambuel (1664–1742), Landeshauptmann von Wallis
- Isaac de Rivaz (1752–1828), Politiker, Unternehmer und Erfinder
- Augustin Sulpiz Zen Ruffinen (1765–1829), Bischof von Sitten
- Sigismund de Courten (1867–1947), Benediktiner
- Frédéric Gilliard (1884–1967), Architekt und Archäologe
- Maurice Zermatten (1910–2001), Schriftsteller
- Hermann Geiger (1914–1966), Rettungsflieger
- Henri de Riedmatten (1919–1979), römisch-katholischer Geistlicher
- Tibor Varga (1921–2003), Violinist, Ehrenbürger von Sitten
- Leo Andenmatten (1922–1979), Maler und Galerist
- André Filippini (1924–2013), Bauunternehmer, Bobsportler und Fussballfunktionär
- André Luisier (1924–1998), Jurist und Publizist
- Simone Guhl-Bonvin (1926–2013), Malerin, Lithografin
- Simone de Quay (1926–2022), Malerin
- Oskar Lagger (1934–2019), Komponist und Kapellmeister
- Edmée Buclin-Favre (* 1927), Juristin und Frauenrechtlerin
- Micheline Calmy-Rey (* 1945), Politikerin (SP)
- Christian Henry (* 1948), Druckgrafiker, Lithograf, Holzschneider und Illustrator
- Jean-Marc Lovay (* 1948), Schriftsteller
- Jean Romain (* 1952), Schriftsteller und Politiker
- Ariane Widmer Pham (* 1959), Architektin und Raumplanerin
- Didier Chambovey (* 1961), Diplomat
- Pascal Walpen (* 1968), Jazzmusiker
- Christophe Clivaz (* 1969), Gemeinderat, Grossrat und Nationalrat (Grüne)
- Christelle Luisier (* 1974), Politikerin
- Philippe Lamon (* 1978), Schriftsteller
- Bastien Fournier (* 1981), Schriftsteller
- Nicolas Steiner (* 1984), Filmregisseur, Drehbuchautor und Filmproduzent
- Marielle Giroud (* 1987), Basketballspielerin
- Jonathan Fumeaux (* 1988), Radrennfahrer
- Noémie Schmidt (* 1990), Schauspielerin
- Gaëtan Karlen (* 1993), Fussballspieler
- Grégory Karlen (* 1995), Fussballspieler
- Quentin Maceiras (* 1995), Fussballspieler
- Vincent Sierro (* 1995), Fussballspieler
- Edimilson Fernandes (* 1996), Fussballspieler
- Joël Monteiro (* 1999), Fussballspieler
- Bastien Toma (* 1999), Fussballspieler
- Yannick Cotter (* 2002), Fussballspieler